# 岑毓英墓
岑毓英墓为晚清重臣岑毓英及其夫人埋葬处，位于中国广西壮族自治区桂林市叠彩区大河乡尧山西麓。
岑毓英病逝后，灵柩运回桂林与其妻合葬。该墓依山势建造，坐东朝西。今目前存有华表一对，石坊一座，神道两侧石兽三对，石人两对，并有六角石祭亭一座。岑毓英墓与其妻江氏并列，形制相同，均为圆形，直径3.5米，高1.5米，以石围砌，前立石碑，后方1米处有扶手。1984年公布为桂林市文物保护单位。